# Leptotyphlops tanae
Leptotyphlops tanae är en kräldjursart som beskrevs av  Donald G. Broadley och WALLACH 2007. Leptotyphlops tanae ingår i släktet Leptotyphlops och familjen Leptotyphlopidae. Inga underarter finns listade i Catalogue of Life.